# Brianna Hildebrand
Brianna Hildebrand, née le 14 août 1996 à College Station, est une actrice américaine.
Elle est connue pour son interprétation de la mutante Negasonic qu'elle incarne dans les films Deadpool (2016) et Deadpool 2 (2018).

## Biographie

### Enfance et formation
Elle est née et a grandi au Texas. Elle a deux frères plus âgés. L'un des deux joue de la guitare et c'est grâce à lui qu'elle développe, très jeune, un rêve d'une carrière dans la musique : 

« J'étais strictement dans la musique, c'était ma chose préférée. Je n'avais jamais pensé devenir actrice. »

L'aspirante chanteuse s'inscrit dans un concours de talent mélangeant la musique, le mannequinat et la comédie.
Elle déménage à Los Angeles à 17 ans et commence à prendre des cours de chant et de comédie, passant son temps libre à composer des morceaux et écrire des chansons. Elle se produira dans des lieux comme le Clive Davis Theatre au Grammy Museum.

### Carrière

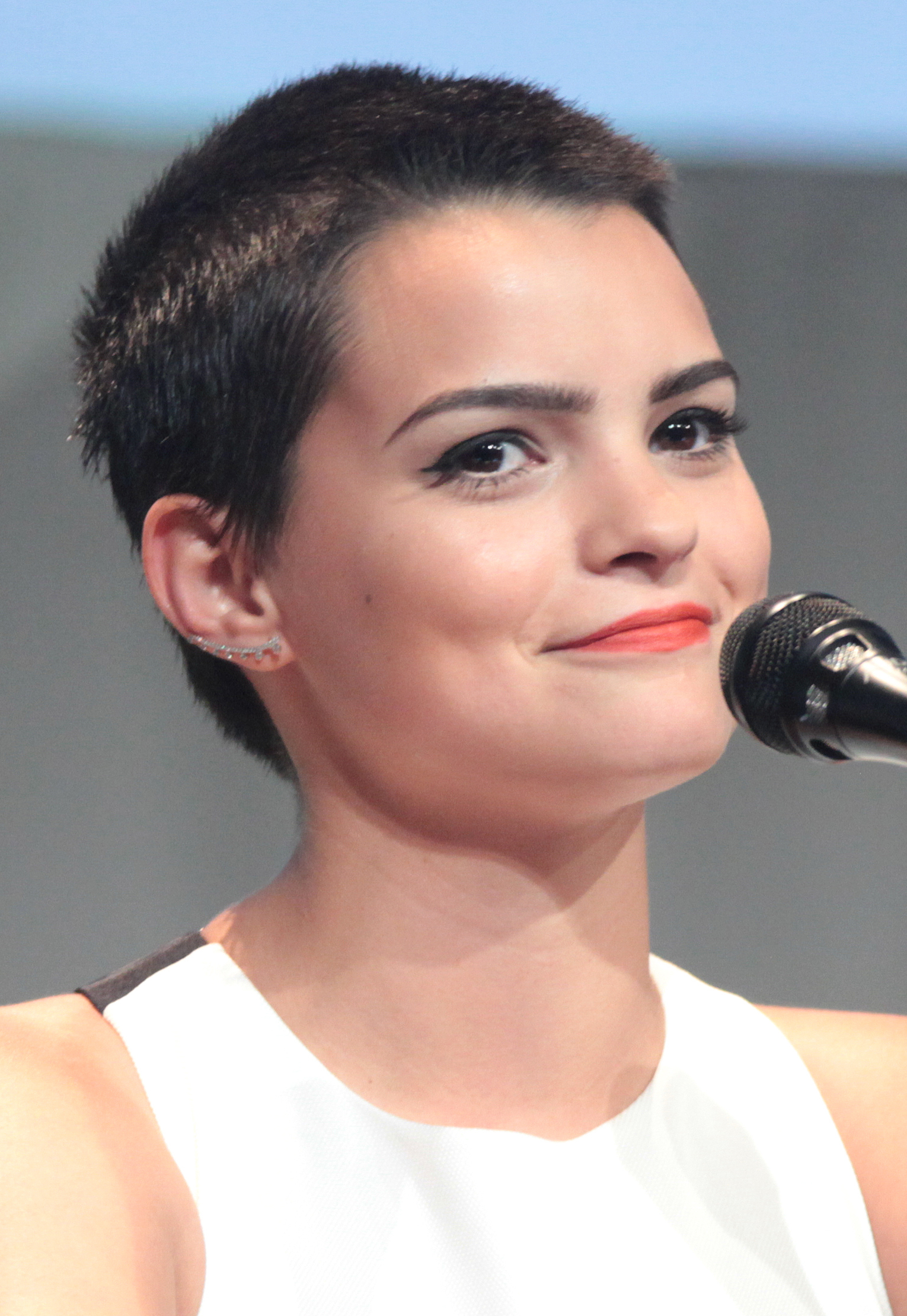
Brianna Hildebrand, au Comic-Con de San Diego, en 2015, pour la présentation du film Deadpool.

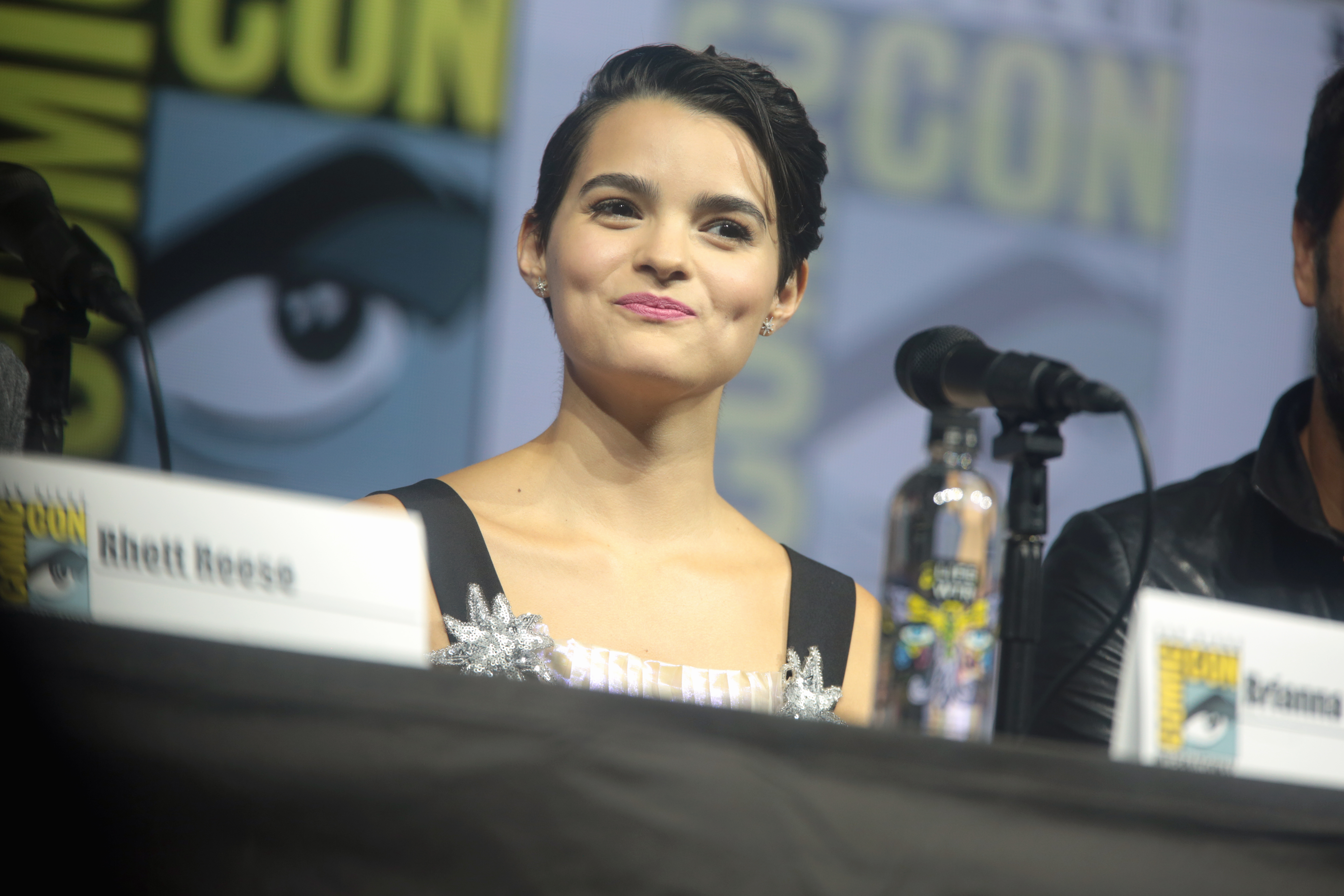
Brianna Hildebrand pour la promotion de Deadpool 2, lors de l'édition 2018.

Après des premières auditions difficiles, elle décroche en 2014, l'un des rôles principaux d'une web-série Annie Undocumented, créé par Daniel Hsia (en), Elaine Low et Brian Yang, qui a remporté le prix de la meilleure websérie au New York Television Festival (en).
En 2015, elle participe et produit un court métrage et fait office de second rôle dans le film de science fiction dramatique Prism.
En 2016, elle est choisie pour incarner la mutante Ellie Phimister / Negasonic Teenage Warhead dans le film Deadpool  de Tim Miller, son premier rôle important. Il met en scène le personnage du même nom tiré des comics, interprété par Ryan Reynolds, qu'il avait déjà incarné en 2009, dans le film X-Men Origins: Wolverine. Lors de sa sortie, le film rencontre un énorme succès commercial avec plus de 783 millions de dollars de recettes mondiales, battant de nombreux records au box-office, notamment en devenant le cinquième plus grand succès cinématographique de 2016. Il est également nommé pour deux Golden Globes.
Cet engouement permet à l'actrice de se faire remarquer, elle est citée dans la catégorie Meilleure révélation lors de la cérémonie des Teen Choice Awards. Cette même année, elle tient le rôle principal du film lesbien indépendant, First Girl I Loved.
En 2017, elle rejoint Alexandra Shipp et Josh Hutcherson pour une production indépendante appréciée par la critique, du genre comédie horrifique, Tragedy Girls qui lui permet également d'être élue meilleure actrice lors de festival du cinéma indépendant. Cette même année, elle confirme son retour pour Deadpool 2 cette fois-ci sous la houlette de David Leitch. Côté télévision, elle rejoint la distribution principale de la seconde saison de la série télévisée d'anthologie, L'Exorciste.
En 2018, sort Deadpool 2, cette fois-ci réalisé par David Leitch. Ce deuxième volet confirme l'engouement et le succès du personnage Deadpool.
L'année suivante, elle revient à la télévision par la plateforme Netflix, en étant l'un des premiers rôles du teen drama Trinkets. La série raconte l'amitié inattendue entre trois adolescentes, de milieux différents, qui se sont rencontrées à des réunions de kleptomanes. La même année, au cinéma, elle joue l'un des premiers rôles de Playing With Fire aux côtés de John Cena. Dans cette comédie familiale, l'actrice y incarne l'aînée de trois orphelins, sauvés par un groupe de pompiers avec qui ils passeront le week-end d'anniversaire. Il est ensuite annoncé qu'elle participera au thriller Runt. Enfin, elle rejoint Lana Condor pour la comédie Girls Night de Marianna Palka,.

### Vie privée
Brianna Hildebrand se définit comme queer. Depuis mai 2016, elle a une petite amie,.

## Filmographie

### Cinéma

#### Longs métrages
- 2015 : Prism de Cal Robertson : Julia
- 2016 : First Girl I Loved de Kerem Sanga : Sasha
- 2016 : Deadpool de Tim Miller : Ellie Phimister / Negasonic Teenage Warhead
- 2017 : Tragedy Girls (en) de Tyler MacIntyre : Sadie Cunningham
- 2018 : Deadpool 2 de David Leitch : Ellie Phimister / Negasonic Teenage Warhead
- 2019 : Chaud devant ! (Playing with Fire) d'Andy Fickman : Brynn
- 2020 : Girls Night de Marianna Palka : Tina
- 2024 : Deadpool et Wolverine de Shawn Levy : Ellie Phimister / Negasonic Teenage Warhead
- Runt de William Coakley : Gabriella (préproduction)

#### Court métrage
- 2015 : The Voice Inside de Jonathan Marshall Thompson : Grace (également productrice)
- 2019 : Momster de Drew Denny : Angel

### Télévision
- 2014 : Annie Undocumented : Jen (web-série)
- 2017 : L'Exorciste : Verity (rôle principal - saison 2, 10 épisodes)
- 2019 - 2020 : Trinkets : Elodie Davis (rôle principal - 20 épisodes)
- 2019 : Love Daily : Lizzie (saison 1, épisode 14)
- 2021 : Lucifer : Aurora « Rory » Decker-Morningstar (rôle principal - saison 6, 10 épisodes)

## Distinctions
Sauf indication contraire ou complémentaire, les informations mentionnées dans cette section proviennent de la base de données IMDb.

### Récompenses
- Brooklyn Horror Film Festival 2017 : Meilleure actrice pour Tragedy Girls, prix partagé avec Alexandra Shipp
- FrightFest 2017 : Prix du Jury de la meilleure actrice pour Tragedy Girls

### Nominations
- Teen Choice Awards 2016 : Meilleure révélation pour Deadpool